# La Nueva Esperanza, San Agustín Loxicha
La Nueva Esperanza är en ort i Mexiko.   Den ligger i kommunen San Agustín Loxicha och delstaten Oaxaca, i den sydöstra delen av landet, 500 km sydost om huvudstaden Mexico City. La Nueva Esperanza ligger 2 078 meter över havet och antalet invånare är 153.
Terrängen runt La Nueva Esperanza är varierad. La Nueva Esperanza ligger uppe på en höjd. Runt La Nueva Esperanza är det ganska tätbefolkat, med 83 invånare per kvadratkilometer. Närmaste större samhälle är San Agustín Loxicha, 1,3 km väster om La Nueva Esperanza. I omgivningarna runt La Nueva Esperanza växer i huvudsak städsegrön lövskog.